# ولهن
ولهن (به آلمانی: Vellahn) یک شهر در آلمان است که در مکلنبورگ-فورپومرن واقع شده‌است.

## خصوصیات
ولهن ۱۰۶٫۴۸ کیلومترمربع مساحت دارد ۴۴ متر بالاتر از سطح دریا واقع شده‌است.